# Маяк (Комишловський район)
Мая́к (рос. Маяк) — селище у складі Комишловського району Свердловської області. Входить до складу Обуховського сільського поселення.
Населення — 76 осіб (2010, 99 у 2002).
Національний склад станом на 2002 рік: росіяни — 98 %.